# Валентинов-Міллер Ерік Едуардович
Ерік Едуардович Валентинов-Міллер (нар. 24 квітня 1904, Катеринодар — пом. 1988, Грозний) — радянський художник театру; член Спілки художників СРСР з 1963 року. Заслужений діяч мистецтв Чечено-Інгуської АРСР з 1960 року, заслужений художник РРФСР з 1969 року.

## Біографія
Народився 24 квітня 1904 року в місті Катеринодарі (нині Краснодар, Росія). Упродовж 1924—1927 років навчався у Вищих художньо-технічних майстернях у Москві, де його викладачем, серед інших, був Абрам Архипов.
У 1927—1931 роках оформлював вистави у драматичних театрах Свердловська і Челябінська; у 1931—1932 роках — у Астрахані; у 1932—1934 роках — в Саратові і Енгельсі; у 1935—1937 роках — у Ташкентському російському драматичному театрі.
У березні 1937 року був арештований. 24 грудня 1937 року засуджений за «антирадянську пропаганду та агітацію» до десяти років виправно-трудових таборів. Термін відбував на Колимі. З початку 1940-х брав участь в оформленні вистав у народному театрі селища Усть-Омчуга. З ув'язнення звільнений 3 лютого 1947 року і з цього часу до 1955 року працював художником-постановником Магаданського обласного музично-драматичного театру імені Максима Горького.
У 1955 році виїхав до європейської частини СРСР. Оселився у Грозному, де працював головним художником Театру російської драми імені Михайла Лермонтова. Помер у Грозному у 1988 році.

## Творчість
Оформив вистави:
Свердловський драматичний театр
- «Бронепоїзд 14-69» Всеволода Іванова;
- «Останні» Максима Горького;

Челябінський драматичний театр
- «Три сестри» Антона Чехова;
- «Підступність і кохання» Фрідріха Шиллера;

Астраханський драматичний театр
- «Учень диявола» Бернарда Шоу;
- «Прибуткове місце» Олександра Островського;

Саратовський драматичний театр
- «Красунчик чоловік» Олександра Островського;
- «Лихо з розуму» Олександра Грибоєдова;

Ташкентський російський драматичний театр
- «Аристократи» Миколи Погодіна;
- «Борис Годунов» Олександра Пушкіна;

Магаданський музико-драматичний театр
- «Російське питання» Костянтина Симонова (1947);
- «Пігмаліон» Бернарда Шоу (1949);
- «Кажан» Йоганна Штрауса (1952);
- «Таланти і шанувальники» Олександра Островського (1954);
- «Найзаповітніше» Василя Соловйова-Сєдого (1955);

Грозненський драматичний театр
- «Пісня про чорноморців» Бориса Лавреньова (1956);
- «Вірити людині» Нурдіна Музаєва (1962);
- «Маскарад» Михайла Лермонтова (1963);
- «Гамлет» Вільяма Шекспіра (1964);
- «Мадридські води» Лопе де Вега (1965).

Виставка його робіт відбулася у Грозному у 1964 році.